# Cheilly-lès-Maranges
Cheilly-lès-Maranges település Franciaországban, Saône-et-Loire megyében. Lakosainak száma 538 fő (2022. január 1.). Cheilly-lès-Maranges Dezize-lès-Maranges, Santenay, Chassey-le-Camp, Dennevy, Saint-Gilles, Saint-Sernin-du-Plain, Sampigny-lès-Maranges és Chamilly községekkel határos.

## Népesség
A település népességének változása:
| Lakosok száma | 534  | 536  | 556  | 550  | 557  | 557  | 558  | 556  | 538  |
|               | 2013 | 2015 | 2016 | 2017 | 2018 | 2019 | 2020 | 2021 | 2022 |